# Josef Novák (radiotelegrafista)
Josef Novák (21. listopadu 1921 Slatina – 18. listopadu 1943 Biskajský záliv) byl český palubní radiotelegrafista 311. československé bombardovací perutě RAF.

## Život

### Před druhou světovou válkou
Josef Novák se narodil 21. listopadu 1921 ve Slatině na Litoměřicku. Vychodil měšťanskou školu v Libochovicích, jeden rok strávil u německé rodiny v Libochovanech, aby se zdokonalil v německém jazyce. Vyučil se číšníkem v hotelu Belvedere v Praze. Zde se seznámil s Dr. Vojáčkem, který mu dopomohl k získání pracovního povolení ve Spojeném království. Zde od roku 1937 pracoval jako osobní sluha a zahradník a zdokonaloval se v kurzech angličtiny. Díky kontaktům, které získal na československé ambasádě, začal pracovat jako číšník v hotelu Jordans v Londýně. Zde se mj. seznámil s Janem Masarykem, který mu pomohl prodloužit pracovní povolení.

### Druhá světová válka
Po vypuknutí druhé světové války se Josef Novák 3. července 1940 přihlásil do Československé armády v zahraničí. Byl přijat do Royal Air Force, zařazen do 311. československé bombardovací perutě a vycvičen jako palubní střelec a radiotelegrafista. V červnu 1942 se oženil s pracovnicí československého konzulátu Dorothy Čelanskou. Absolvoval sedmnáct úspěšných operačních letů. V roce 1942 se oženil s britskou občankou Edith Smith. Dne 18. listopadu 1943 odstartoval jako příslušník posádky stroje Consolidated B-24 Liberator GR Mk.V BZ872 "E" pod velením Metoděje Šebely k dalšímu protiponorkovému hlídkovému letu nad Biskajský záliv, ze kterého se již nevrátil. Poslední zpráva pochází z času 13.10 hodin a hovoří o nutnosti přistát na moři z důvodu závady motoru. Dle německých záznamů byl jeho letoun pravděpodobně sestřelen dvojicí německých stíhaček Messerschmitt Bf 109 v prostoru Brestu. Jeho tělo moře nevyplavilo. Dosáhl hodnosti rotného.

## Posmrtná ocenění
- Josefu Novákovi byl in memoriam udělen Československý válečný kříž 1939
- Josef Novák byl v roce 1991 povýšen in memoriam do hodnosti podplukovníka
- V roce 2001 byla Josefu Novákovi v rodné Slatině na hostinci "U Nováků" odhalena pamětní deska[1]